# Johannes Bjelke-Petersen
Sir Johannes „Joh“ Bjelke-Petersen KCMG (* 13. Januar 1911 in Dannevirke, Neuseeland; † 23. April 2005 in Kingaroy, Queensland, Australien) war ein australischer Politiker der Country Party und langjähriger Premierminister von Queensland.

## Leben
Bjelke-Petersen, Sohn eines aus Dänemark eingewanderten Pastors der Lutherischen Kirche, begann seine politische Laufbahn in der später in „Nationale Partei Australiens“ umbenannten „Country Party“ 1946 mit der Wahl zum Mitglied des damaligen Kingaroy Shire Council. 1949 wurde er erstmals zum Mitglied der Legislativversammlung des Bundesstaates Queensland gewählt.
1963 wurde er von Premierminister Francis Nicklin erstmals in die Regierung Queenslands berufen und war bis 1968 Minister für öffentliche Arbeiten und Wohnungsbau.
Nach dem unerwarteten Tod von Nicklins Nachfolger Jack Pizzey wurde er schließlich am 8. August 1968 selbst Premierminister von Queensland und schloss die durch den Tod von Pizzey entstandene Lücke in den nächsten Jahren.
Die Presse stellte ihn gerne als bibeltreuen, gegen Gewerkschaften gerichteten und politisch rechts stehenden Erdnussfarmer dar, der bereit war, seinen Namen für auch eher abwegige Projekte herzugeben. Tatsächlich war er jemand, der die Grundsätze ministerieller Verantwortlichkeiten oder die Gewaltenteilung missachtete, und Journalisten und Kritiker mit Sprüchen wie „Don't you worry about that“ abfertigte. Andererseits war er jedoch ein Machtpolitiker machiavellianischen Stils, der von politischen Gegnern, aber auch Parteifreunden leicht unterschätzt wurde.

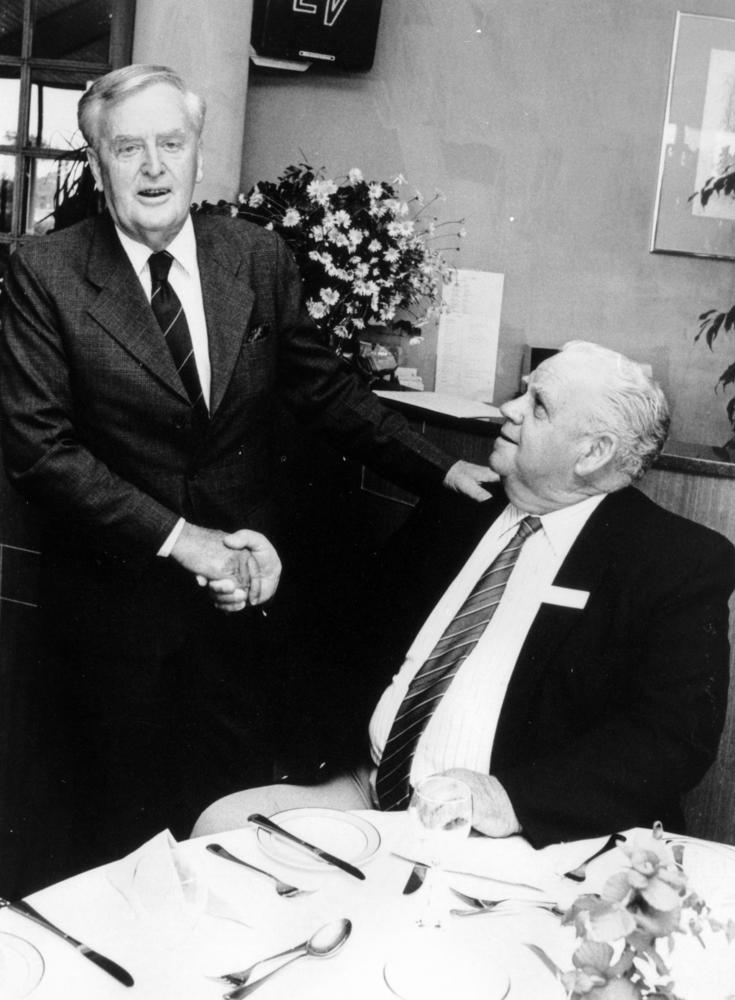
Joh Bjelke-Petersen (links) mit Russ Hinze, dem sogenannten „Minister for Everything“ während Bjelke-Petersens Amtszeit (1989)

Im November 1975 trug er dazu bei, die Regierung des australischen Premierministers Gough Whitlam zu stürzen, indem er die Vereinbarung brach, den Whitlam-Gegner Albert Patrick Field für einen freigewordenen und der Australian Labor Party zustehenden Sitz im Australischen Senat zu wählen. Dies führte dazu, dass die Opposition ausreichend Vertreter hatte, um die Unterstützung Whitlams zu verhindern und letztlich die Wahl von Malcolm Fraser zum neuen Premierminister Australiens einzuleiten.
Nach seinem zweiten Sieg bei den Wahlen zur Legislativversammlung Queenslands sah er sich zunehmend Protesten von militanten Gewerkschaftern und linksgerichteten Studenten ausgesetzt. Bei einer der größten dieser Demonstrationen wurde im Oktober 1977 662 Demonstranten festgenommen.
Zuletzt war er während seiner Amtszeit von 1983 bis 1987 auch Schatzminister (Treasurer). 1984 wurde Johannes Bjelke-Petersen als Knight Commander des Order of St. Michael and St. George in den Adelsstand erhoben und führte fortan den Namenszusatz „Sir“.
Nach einer erfolglosen erneuten Kandidatur als Premierminister, die letztlich der oppositionellen Labor Party Vorteile bei den Wahlen zur Legislativversammlung brachte, trat er wegen wachsender Vorwürfe der Korruption und Fehlentscheidungen am 1. Dezember 1987 zurück und wurde durch Mike Ahern abgelöst.